# Pédico
Pédico (en griego antiguo: Παιδικός, traducido «infantil, juvenil») ha sido interpretado como el nombre de un alfarero y pintor ático de vasos de figuras rojas que trabajó en Atenas en el último cuarto del siglo VI a. C.
Firmado por él como alfarero (en griego antiguo: ἐποίησεν) solo hay un alabastrón de técnica de fondo blanco en París, del que toma el nombre el Grupo de Paidikos-Alabastra. Como el alabastrón parisino no puede separarse de los alabastrones de Pasiades por la forma y el tipo, John Beazley se preguntaba si Pédico no era más que un apodo de Pasiades. El nombre de Pédico sin firma se encuentra todavía en las copas cuya decoración proviene del Pintor de Evérgides o está estilísticamente próximo él.
En el vaso de París, la firma del alfarero va acompañada de la palabra atributiva προσαγορεύω (prosagoreuo, «te saludo»), que también se encuentra en otras alabastras y cuencos estilísticamente similares sin su firma. La mayoría de ellos son estilísticamente similares al vaso de París y pueden atribuirse al pintor Evérgides y su entorno. Como el verbo atribuir obras es poco común, los vasos probablemente se originaron en el taller de Pédico.
La firma de Pédico como pintor de jarrones (ἔγραψσεν) está documentada solo en un kílix en Baltimore que representa a un hombre bebiendo de una copa.